# José Lindoso
José Bernardino Lindoso (* 21. August 1920 in Manicoré, Amazonas; † 25. Januar 1993) war ein brasilianischer Jurist, Hochschullehrer und Politiker.

## Leben
José Bernardino Lindoso, Sohn von Zacarias Afonso Lindoso und Zenóbia Pereira Lindoso, besuchte die Grundschule Grupo Escolar Marechal Hermes in Manaus sowie das dortige Gymnasium Ginásio Amazonense D. Pedro II und das Colégio Dom Bosco. Anschließend begann er ein Studium an der Juristischen Fakultät der Universidade Federal do Amazonas und schloss dieses 1946 mit einem Bachelor der Rechts- und Sozialwissenschaften (Bacharel em Ciências Jurídicas e Sociais) ab. Im Anschluss nahm er eine Tätigkeit als Rechtsanwalt auf und erwarb 1952 einen Doktor der Rechte an der Universidade Federal do Amazonas, an der er später eine Professur für Zivilrecht und Politische Ökonomie übernahm. Daneben war er zeitweise Technischer Direktor und juristischer Berater des Handelsverbandes des Bundesstaates Amazonas (Associação Comercial do Amazonas).
1964 wurde Lindoso während der Amtszeit von Gouverneur Artur César Ferreira Reis Minister für Bildung und Kultur (Secretário de Educação e Cultura) des Bundesstaates Amazonas. Im Anschluss fungierte er zwischen 1964 und 1966 als Direktor der Regionalverwaltung der Sozialen Dienste des Handels SESC (Serviço Social do Comércio) sowie des Nationalen Ausbildungsdienstes des Handel sSENAC (Serviço Nacional de Aprendizagem Comercial). 1967 wurde er als Mitglied der Nationalen Erneuerungsallianz ARENA (Aliança Renovadora Nacional) Mitglied der Abgeordnetenkammer (Câmara dos Deputados) und gehörte dieser als Vertreter von Amazonas bis 1971 an. Während dieser Legislaturperiode wurde er 1967 zunächst Mitglied des Ständigen Ausschusses für den öffentlichen Dienst sowie 1968 Mitglied des Ständigen Ausschusses für Verfassung und Justiz. Daneben fungierte er zwischen 1969 und 1970 als Vize-Vorsitzender der ARENA.
1971 wurde José Lindoso für die ARENA Mitglied des Bundessenats (Senado Federal) und gehörte diesem als Vertreter von Amazonas bis 1978 an. Am 15. März 1979 löste er schließlich Enoque da Silva Reis als Gouverneur des Bundesstaates Amazonas ab und bekleidete dieses Amt bis zum 15. Mai 1982, woraufhin Paulo Pinto Nery seine Nachfolge antrat. Während seiner Amtszeit wurde in Manaus der Stadtteil Cidade Nova (Neue Stadt) gegründet, der heute mit 500.000 Einwohnern sowohl nach Einwohnerzahl als auch nach Fläche der größte Stadtteil ist. Er wurde gegründet, um Wohnraum für die Menschen zu schaffen, die auf der Suche nach Arbeit in der Zona Franca aus ganz Brasilien kamen. Das Projekt Cidade Nova war zunächst auf 1800 Häuser ausgelegt, wurde aber sehr schnell erweitert.

## Veröffentlichungen
- Do Estado. Aspecto da socialização no direito constitucional brasileiro, 1947
- Valorização econômica da Amazônia, 1947
- Preliminares sobre o estudo da economia política, Dissertation, 1953
- O Estado brasileiro e a evolução do direito civil, 1960
- Vinte anos de Consolidação das Leis do Trabalho (CLT), 1963
- I ano de governo. Palavra e ação, Manaus 1980
- II ano de governo. Trabalho e ação, Manaus 1981
- Estado, constituinte, constituição, São Paulo 1986